# 넥스트 골 윈즈
《넥스트 골 윈즈》(영어: Next Goal Wins)는 2023년 개봉한 스포츠 코미디 드라마 영화이다. 타이카 와이티티가 감독과 공동 각본을 맡았으며, 2014년 동명 다큐멘터리 영화가 원작이다.

## 줄거리
아메리칸사모아 축구 국가대표팀은 2001년에 가진 2002년 FIFA 월드컵 오세아니아 지역 예선에서 오스트레일리아를 상대로 31 대 0으로 대패한 불명예스러운 기록을 갖고 있다. 2014년 FIFA 월드컵 오세아니아 지역 1차 예선이 다가오자 아메리칸사모아 대표팀은 감독으로 토머스 롱언을 영입한다. 가망이 없는 최약체 팀으로 여겨지던 아메리칸사모아 대표팀은 롱언의 지휘 하에서 변화를 꾀한다.

## 출연진
- 마이클 패스벤더
- 오스카 카이틀리
- 카이마나
- 데이비드 파네
- 레이철 하우스
- 뷸라 콸레이
- 윌 아넷
- 엘리자베스 모스
- 울리 라투케푸
- 크리스 알로시오
- 레히 마키시 팔레파팔랑기
- 세무 필리포
- 리스 다비
- 앵거스 샘프슨
- 루크 헴즈워스
- 케이틀린 디버
- 프랭키 애덤스
- 타이카 와이티티
- 시사 그레이